# Prague Open 1993
Il Prague Open 1993 è stato un torneo di tennis giocato sulla terra rossa. 
È stata la 2ª edizione del torneo, che fa parte della categoria Tier IV nell'ambito del WTA Tour 1993.
Si è giocato al I. Czech Lawn Tennis Club di Praga in Repubblica Ceca, dal 12 al 18 luglio 1993.

## Campionesse

### Singolare
Natalija Medvedjeva ha battuto in finale  Meike Babel con il punteggio di 6–3, 6–2

### Doppio
Inés Gorrochategui /  Patricia Tarabini hanno battuto in finale  Laura Golarsa /  Caroline Vis con il punteggio di 6–2, 6–1